# Ганн, Уильям
Уильям Делберт Ганн (англ. William Delbert Gann; 6 июня 1878, Лафкин, Техас — 18 июня 1955, Нью-Йорк) — американский трейдер, разработавший инструмент технического анализа, известный как углы Ганна, и другие схемы анализа (квадрат 9, круг 24, график 360). Стратегии прогнозирования рынка Ганна основывались на методах, применяемых в геометрии, астрономии, астрологии и античной математике. Ганн написал ряд книг по биржевой торговле.

## Биография
Уильям Делберт Ганн родился 6 июня 1878 года в Лафкине, штат Техас. Его отец, Samuel Houston Gann, был учителем, торговал лошадьми и коровами. Он также владел небольшим биллиардным клубом.
Его мать, Susan Rebecca Gann (в девичестве Trevation), посвящала все свое время воспитанию У. Д. Ганна и его младших братьев и сестер. Она научила молодого Уильяма читать с помощью Библии — книги, которая позже оказала огромное воздействие на его размышления о природе финансовых рынков.
Его семья была бедной. Samuel, Susan и их восемь детей жили в маленьком домике, и юный Уильям, чтобы попасть в школу, каждый день ходил семь миль в течение трех лет. Ганн никогда не оканчивал высшую школу.
В 1894 году, Уильям Ганн, в возрасте 16 лет, оставил обучение и начал искать работу. Он стал разносчиком (продавал газеты, еду…) в поезде, который ездил между Texarkana и Tyler в Техасе. Он также работал на складе хлопка.
В 1901 году он работал в брокерской фирме в Texarkana и женился на своей первой жене Rena May Smith.
В 1902 году родилась первая дочь — Nora. 1902 был также первым годом, когда Ганн совершил свои первые сделки на хлопке.
В 1903 году Ганн переезжает в Нью-Йорк.
В 1905 году рождается его вторая дочь Macie Burnie. 12 сентября 1905 в местной газете Ганн дает своё взгляд на движения цен хлопка. В 1906 Ганн работает брокером в Оклахоме.
В 1907 Ганн получает большую прибыль на предсказании паники на фондовом рынке и падении товарного рынка.
В 1908, в возрасте 30 лет, Ганн разводится с первой женой и женится на 19 летней Sadie Hannify. Вместе с ним в Нью-Йорк переезжают и его две дочери.
Это был тот год, когда он исследовал свой «Master Time Factor». Он торговал на двух счетах. Первый, открытый на $300, принес ему $25000 за три месяца. Второй, начатый с $130, принес $12000 почти за 30 дней. С этого времени за Ганном закрепилась репутация необычно талантливого трейдера.
В 1909 у Ганна с Sadie родился их первый ребенок — девочка, которую назвали Velma.
В 1910 Ганн пишет свою первую книгу «Спекуляция — прибыльная профессия». Он также выпускает газету «The Busy Man’s News», а позже свою знаменитую «Supply and Demand Letter».
В начале 1914 Ганн предсказывает мировую войну и панику на рынках. В 1915 рождается сын — Джон.
В марте 1918 Ганн успешно предсказывает конец Первой Мировой и отречение Кайзера от престола. Его предсказания были опубликованы многими ведущими газетами того времени, включая и «New York Times». В 1919 он начал работать на себя. Он публикует «Supply and Demand Letter», где включает предсказания для фондового и товарных рынков. В 1923 Ганн пишет «Truth of the Stock Tape». Эта книга была оценена многими как лучшая книга о рынке.
За период в 60 дней Ганн получил на хлопке более чем $30000, начав со стартовым капиталом в $1000.
В 1927 Ганн пишет новеллу «Tunnel Thru the Air». Ганн написал ее как изложение собственных открытий. Эти открытия были скрыты в переплетениях сюжета книги. Многие годы трейдеры пытаются раскрыть секреты этой книги, но мало достигают успеха.
В «Tunnel Thru the Air» Ганн предсказывает Вторую Мировую Войну, в частности атаку Японии на США.
В 1928 Ганн успешно предсказывает вершину бычьего рынка 3 сентября 1929 года и последующую величайшую в истории панику.
В 1930 Ганн пишет «Wall Street Stock Selector». В этой книге он описывает состояние рынка с 1931 по 1933 года. В 1931 Ганн становится членом Нью-Йоркской каучуковой биржи и Новоорлеанской хлопковой биржи.
В 1932 Ганн дает своим клиентам рекомендацию покупать акции, во время основания Великой Депрессии.
В 1936 Ганн пишет «New Stock Trend Detector» и покупает им же сконструированный полностью металлический самолет «Серебряная Звезда». Он был первым в США, кто владел частным, металлическим самолетом.
Через несколько лет он покупает несколько самолетов. Его пилотом в течение 19 лет был Elinor Smith. Ганн также покупает недвижимость и высокоскоростную яхту.
В 1937 Ганн пишет «How to Make Profits Trading in Puts and Calls». В этом же году он разводится со второй своей женой.
В 1940 Ганн пишет «Face Facts America». В этой книге он объясняет, почему Германия проиграет войну и почему Америка не должна вступать в войну. Он также подчеркивает большие проблемы, которые он видит в «Новом Курсе» Американского правительства и его последствия.
В 1941 Ганн становится членом Чикагской Товарной Биржи. Он проводит компанию против Рузвельта и его «Нового Курса». Это было время, когда у правительства США был огромный бюджет, а компания Ford остановила производство из -за кризиса перепроизводства.
В 1941 Ганн пишет «How to Make Profits in Commodities». Авторами оригинального издания 1941 года были У. Д. Ганн и его сын Джон.
В 1944 Ганн женится третий раз на Londi, которая была на 30 лет его моложе. Ганн относился к ней, как к королеве (к большому недовольству своих детей). Ганн переезжает в более теплый климат Майами во Флориде. Там он торгует, занимается инвестициями в недвижимость и продолжает учить своих студентов.
В 1948 Ганн продает свою компанию Джозефу Ледереру.
В 1949 Ганн пишет «45 Years in Wall Street». На основании достоинств этой книги «The International Mark Twain» производит его в почетные члены Общества.
В 1950 Ганн пишет «The Magic Word». Это был его вклад в Библейскую литературу.
23 мая 1951 года Ганн вместе с Эдом Ламбертом основывают «Lambert-Gann Publishing Company». Эта компании опубликовала все книги и курсы Ганна.
Ганн пересматривает и переиздает «How to Make Profits in Commodities», удаляет имя и фото Джона из книги. Обновленное издание 1951 года имело огромный успех. В возрасте 73 лет Ганн располагал свободными средствами по $500 в день для своего консультантского сервиса.
Он продает «W.D. Gann Research, Inc.» C.C. Loosely в Нью-Йорк.
В 1954, в возрасте 76, Ганн покупает высокоскоростную яхту, называя ее «The Coffee Bean/Кофейное Зернышко» в честь успешной проведенной сделки на товарной бирже. «Great Master Course» Ганна продается за $5000, а в 1954 году это — цена среднего дома.
Ганн переносит сердечный приступ, а после проведенного обследования у него обнаруживают рак желудка.
В 1955 Ганн возвращается из одной из своих многочисленных поездок на Кубу, где он любил покупать билеты Кубинской лотереи и играть на скачках. Он чувствовал себя больным и очень слабым.
Сын Джон взял его из Флориды в Нью-Йорк, где Ганна поместили в госпиталь методистской церкви в Бруклине.
У. Д. Ганн умер 18 июня 1955 года в возрасте 77 лет. Дети Ганна договорились похоронить его со второй женой Sadie, в масонской секции кладбища «Greenwood» в Бруклине, на аллее выходящей на магистраль Манхеттена и его любимую Уолл-Стрит.
(Джон Ганн был пилотом во время Второй Мировой Войны. Он очень резко отзывался о своем отце, особенно после того, как тот женился в третий раз. Джон Ганн умер в 1984 году.)

## «Метод Ганна»
Ганн разработал метод технического анализа, основанный на традиционных графических формациях. Основными составляющими анализа Ганна являются:
- кардинальный квадрат (англ. cardinal square) — метод, который позволяет прогнозировать будущие значимые точки на графике на основании самой низкой цены валюты за все время;
- согласование цены и времени (squaring of price and time) — метод преобразования долларовой цены товара в единицы времени и прибавления этих периодов к дню, когда была получена важная цена. При достижении временных целей, время и цены оказываются согласованы, а рынок, вероятнее всего, должен будет повернуть назад[5];
- геометрические углы — их использование на рынке ценных бумаг описано в работе «The Basis of My Forecasting Method» (1935), в которой утверждается, что каждый геометрический угол делит время и цену на пропорциональные части[6] и существуют геометрические построения, с помощью которых можно предсказывать проекцию цен на будущее время. Основной угол Ганна[англ.] называют 1×1, притом если нарисовать идеальный квадрат, а затем нарисовать диагональную линию из одного угла квадрата в другой, то получим иллюстрируемую концепцию угла 1×1, который движется вверх по одной точке в день[7].